# سپاه رزمنده داوطلب
سپاه رزمنده داوطلب (به ژاپنی: 国民義勇戦闘隊، Kokumin Giyū Sentōtai)، واحدهای مسلح دفاع مدنی در سال ۱۹۴۵ در امپراتوری ژاپن به عنوان آخرین اقدام ناامیدکننده برای دفاع از مجمع‌الجزایر ژاپن در برابر تهاجم پیش‌بینی‌شده متفقین جنگ جهانی دوم در طول عملیات سقوط (Ketsugo Sakusen) در مرحله پایانی برنامه‌ریزی شدند.
آنها معادل ژاپنی آلمان نازی فولکس‌شتورم و بریتانیا نگهبان خانگی بودند.
فرمانده کل قوای آن، نخست‌وزیر ژاپن سابق ژنرال کونی‌آکی کوایسو بود.